# Kristina Šundov
Kristina Šundov (Spalato, 17 settembre 1986) è una calciatrice croata, attaccante del Basilea e della nazionale croata.

## Palmarès

### Club
- Campionato svizzero: 1

Zuchwil 05: 2006-2007
- Coppa Svizzera: 2

Zuchwil 05: 2005-2006
Rot-Schwarz Thun: 2008-2009
- Campionato croato femminile di seconda divisione: 1

Dalmacija: 2004-2005

### Individuale
- Capocannoniere del campionato svizzero: 1

2006-2007 (18 reti)